# Municipio de WaKeeney
El municipio de WaKeeney (en inglés: WaKeeney Township) es un municipio ubicado en el condado de Trego en el estado estadounidense de Kansas. En el año 2010 tenía una población de 2254 habitantes y una densidad poblacional de 4,84 personas por km².

## Geografía
El municipio de WaKeeney se encuentra ubicado en las coordenadas 39°0′17″N 99°52′15″O / 39.00472, -99.87083. Según la Oficina del Censo de los Estados Unidos, el municipio tiene una superficie total de 465.46 km², de la cual 465.32 km² corresponden a tierra firme y (0.03%) 0.13 km² es agua.

## Demografía
Según el censo de 2010, había 2254 personas residiendo en el municipio de WaKeeney. La densidad de población era de 4,84 hab./km². De los 2254 habitantes, el municipio de WaKeeney estaba compuesto por el 97.2% blancos, el 0.58% eran afroamericanos, el 0.22% eran amerindios, el 0.22% eran asiáticos, el 0.09% eran isleños del Pacífico, el 0.8% eran de otras razas y el 0.89% pertenecían a dos o más razas. Del total de la población el 1.38% eran hispanos o latinos de cualquier raza.